# Юговець
Юговець (пол. Jugowiec, нім. Hausdorf) — село в Польщі, у гміні Шрода-Шльонська Сьредського повіту Нижньосілезького воєводства.
Населення — 287 осіб (2011).
У 1975-1998 роках село належало до Вроцлавського воєводства.

## Демографія
Демографічна структура станом на 31 березня 2011 року:
|          | Загалом | Допрацездатний вік | Працездатний вік | Постпрацездатний вік |
| -------- | ------- | ------------------ | ---------------- | -------------------- |
| Чоловіки | 138     | 31                 | 99               | 8                    |
| Жінки    | 149     | 31                 | 91               | 27                   |
| Разом    | 287     | 62                 | 190              | 35                   |